# Washington (sigarenmerk)
Washington was een merk sigaar dat in 1929 ontstond.
In 1927 nam Gerke Visser uit Gaarkeuken het Groninger sigarenfabriekje van Piet Tinga over. Dat bedrijf maakte sigaren van het merk Olivier. Na de overname ging de sigarenfabriek verder onder de naam Tingana. Nadat de sigaren eerst een tijd in het Brabantse Reusel waren gemaakt werd vanwege de afstand tot Groningen uitgekeken naar een locatie in het midden van Nederland. De Tinganafabriek werd in 1932 gevestigd in de pas opgeheven Westerschool aan de Ferdinand Huycklaan in Baarn. De productie bestond uit gematteerde sigaren. In 1952 verlieten wekelijks zo’n 200.000 sigaren de fabriek. Het bedrijf kreeg te maken met personeelsgebrek en uitbreiding van de fabriek was niet mogelijk. Toen er na de aanleg van de Afsluitdijk op Wieringen veel banen verloren waren’gegaan, bood de gemeente Wieringen aantrekkelijke vestigingsmogelijkheden. In de jaren zestig van de twintigste eeuw verhuisde de fabriek naar de Belterlaan in Hippolytushoef op Wieringen. In  Vanwege de sterk dalende vraag naar deze sigaren werd de keus gemaakt om uit te groeien tot een handelsmaatschappij die in 1990 werd verkocht aan Boudewijn van Gent die de naam wijzigde in Tobacco Service Holland (T.S.H.). In 2011 ging het bedrijf na een aantal fusies op in Scandinavian Tobacco Group Tobacco Service B.V. in Tubbergen.

## Sigarenbandjes
Er werd gekozen voor de productnaam Washington. Dit merk werd gemaakt in zeven modellen en werden geleverd aan grossiers. Op de Washington-sigarenbandjes stond vaak de Amerikaanse president George Washington afgebeeld. Vaak waren de bandjes genummerd, zodat nagegaan kon worden of de serie compleet was. De sigarenbandjes en de grote band onder in de sigarendozen werden veel verzameld. Een bon in de sigarendoos gaf het recht om een zakje met sigarenbandjes aan te vragen. In navolging van enkele Duitse drukkers werd besloten een "Washingtonband" uit te geven bij het Washington Ruilbureau in Haarlem. In speciale albums waarin sigarenbandjes konden worden geplakt werd de geschiedenis van de ruimtevaart, de schilderkunst en van Amerika behandeld. Zo verscheen in 1969 De geschiedenis van Amerika van schrijver Jaap ter Haar. Hierin gaven de afbeeldingen op de sigarenbandjes die de geschiedenis van de ontdekking van Amerika weer. Veel van de  sigarenbandjes zijn te zien in het Sigarenbandjeshuis bij het Volendams Museum.